# ドッグカフェ
ドッグカフェ（英語: Dog café）とは、近年のペットブームを背景にペット（犬）同伴で利用できるカフェ。なお、猫カフェのように犬と戯れられるカフェではなく、犬を同伴して楽しむカフェである。

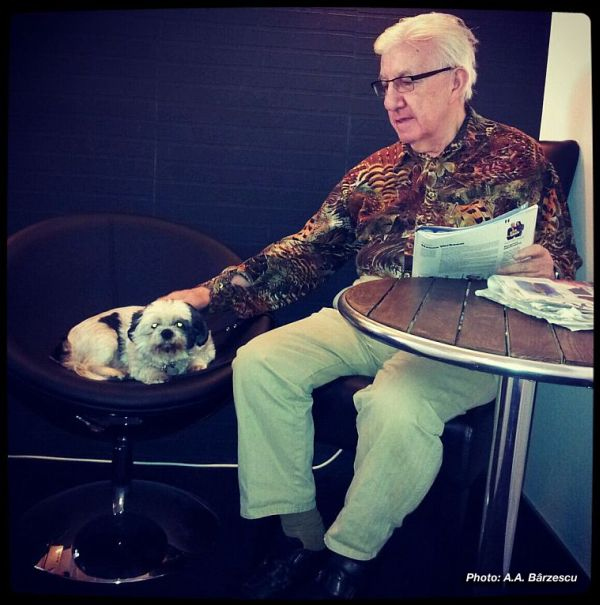
ドックカフェにいる画家ミゲル・アンヘル・カルデナス(2012年)

## 概要
犬が同伴できるように工夫されているが、基本的には通常のカフェと変わらない。犬が同伴という形態を踏まえ、大抵は店オリジナルの犬専用メニューなどが作られている。
同じ愛犬家たちが集まるので、初対面の客同士でも話が弾むほか、飼い犬に社交性を身につけさせることができるという利点がある。ただし、飼い犬にはトイレのしつけなどの最低限のマナーと、狂犬病や各種ワクチンの予防接種を受けさせておくなどの必要がある。また、店によっては小型犬のみと犬種が制限されている場合もあるが、基本的にはしつけさえしっかりしていれば、超小型犬から超大型犬まで一緒にカフェを楽しめる。

## ギャラリー

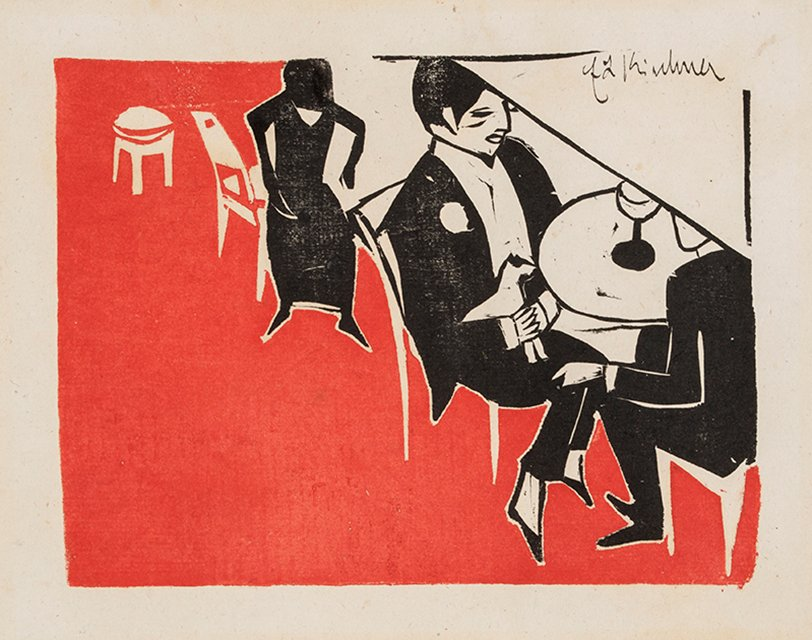
エルンスト・ルートヴィヒ・キルヒナー作「カフェでラップ・ドッグを持つ紳士」（1911年）
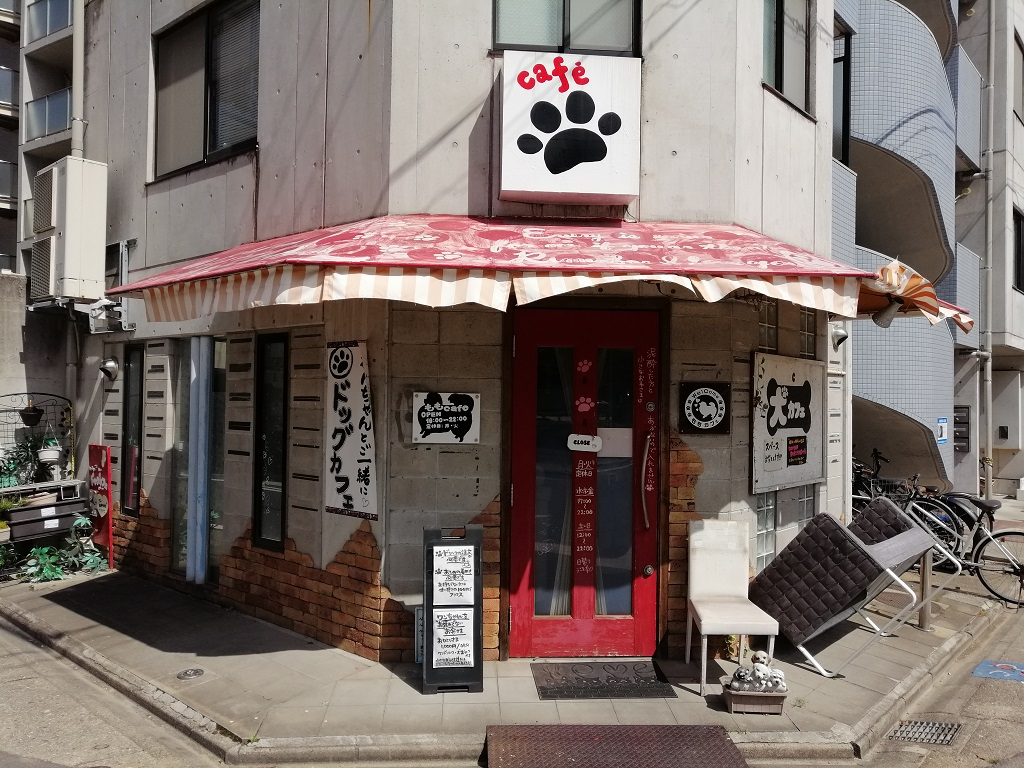
名古屋
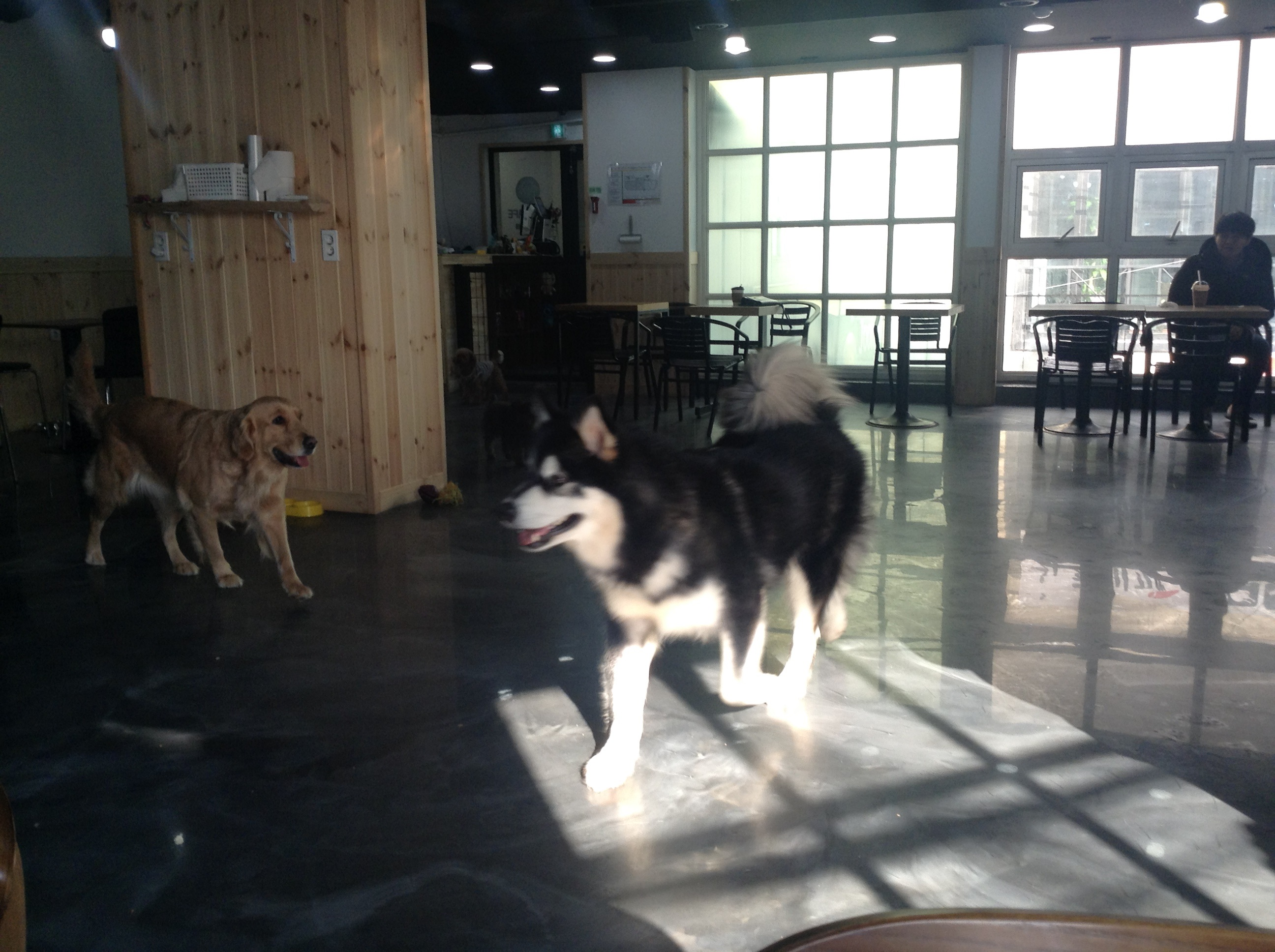
韓国
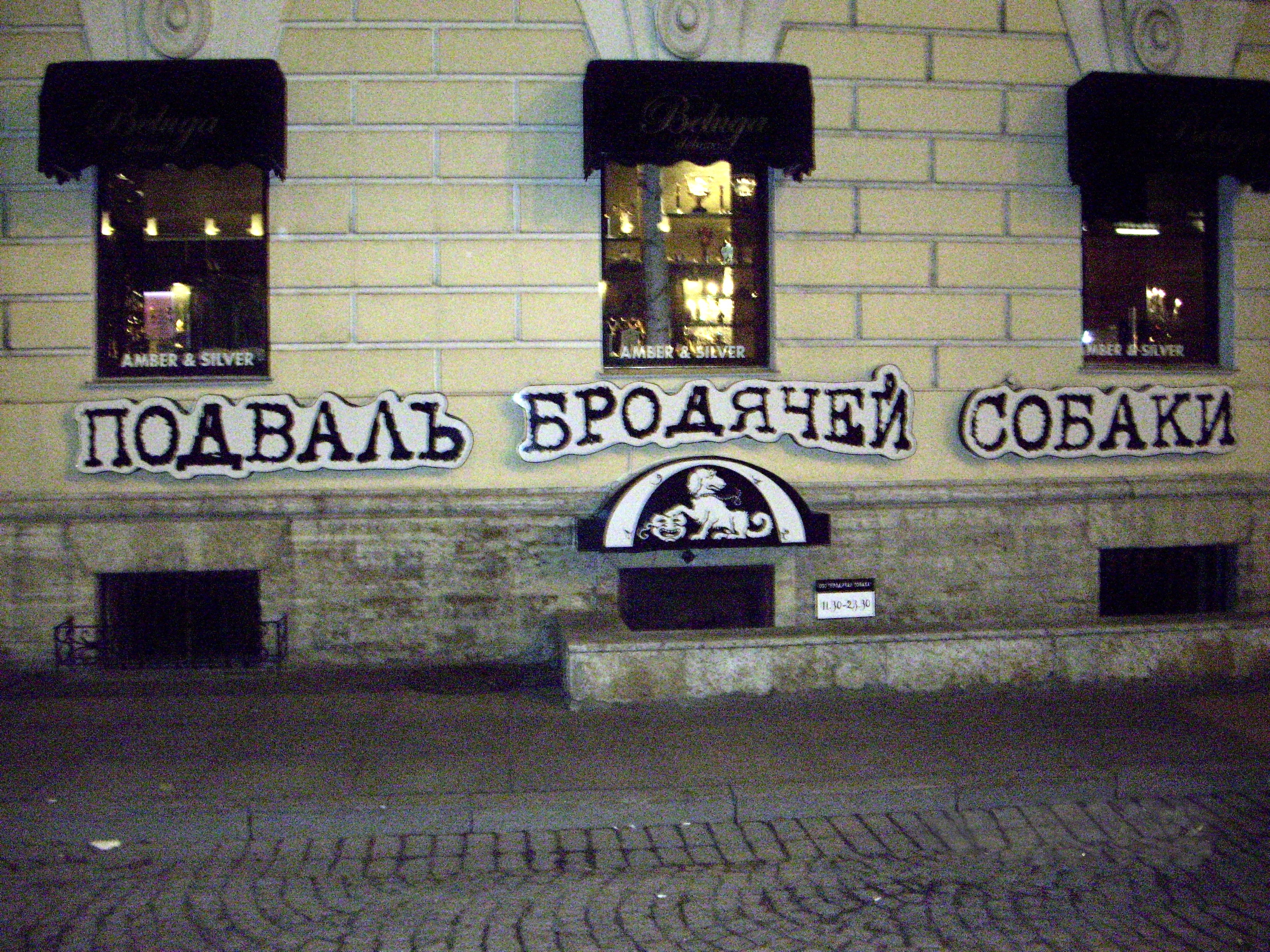
サンクトペテルブルク
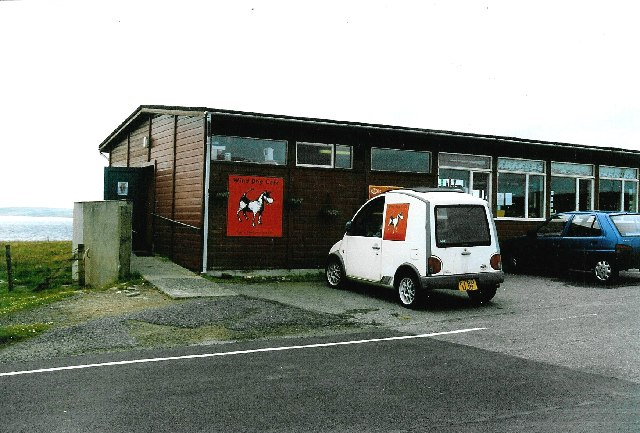
アンスト島